# Bergland
Bergland település Ausztriában, Alsó-Ausztria tartományban, a Melki járásban. Tengerszint feletti magassága 252 méter, területe 33,89 km².

## Elhelyezkedése
Bergland Ybbs an der Donau, Erlauf, Krummnußbaum, Neumarkt an der Ybbs, Wieselburg-Land, Wieselburg, Petzenkirchen, Ruprechtshofen, Zelking-Matzleinsdorf és Pöchlarn településekkel határos.

## Népesség
| 2016 | 1 932 |
| 2018 | 1 909 |